# Літа
Літа (рум. Lita) — село у повіті Клуж в Румунії. Входить до складу комуни Севедісла.
Село розташоване на відстані 318 км на північний захід від Бухареста, 19 км на південний захід від Клуж-Напоки.

## Населення
За даними перепису населення 2002 року у селі проживали 350 осіб.
Національний склад населення села:
| Національність | Кількість осіб | Відсоток |
| -------------- | -------------- | -------- |
| румуни         | 338            | 96,6%    |
| цигани         | 8              | 2,3%     |

Рідною мовою назвали:
| Мова      | Кількість осіб | Відсоток |
| --------- | -------------- | -------- |
| румунська | 338            | 96,6%    |
| циганська | 8              | 2,3%     |